# Лебежь
Лебежь — деревня в Харовском районе Вологодской области.
Входит в состав Шапшинского сельского поселения, с точки зрения административно-территориального деления — в Шапшинский сельсовет.
Расстояние по автодороге до районного центра Харовска — 49 км, до центра муниципального образования Шапши — 15 км. Ближайшие населённые пункты — Малая Середняя, Харитониха, Горка.
По переписи 2002 года население — 2 человека.